# Pipistrellus hesperidus
Pipistrellus hesperidus is een zoogdier uit de familie van de gladneuzen (Vespertilionidae). De wetenschappelijke naam van de soort werd voor het eerst geldig gepubliceerd door Temminck in 1840.